# Tour of Guangxi 2017
1. edycja wyścigu kolarskiego Tour of Guangxi odbywała się od 19 do 24 października 2017 roku. Trasa tego wieloetapowego wyścigu liczyła sześć etapów, o łącznym dystansie 920,6 km. Wyścig zaliczany był do rankingu światowego UCI World Tour 2017.

## Uczestnicy
Na starcie wyścigu stanęły osiemnaście ekip. Wśród nich szesnaście zespołów UCI WorldTeams oraz dwa inne zaproszone przez organizatorów.
Lista drużyn uczestniczących w wyścigu:
| Numery | Kod | Drużyna           |
| ------ | --- | ----------------- |
| 1-7    | AST | Astana Pro Team   |
| 11-17  | TBM | Bahrain-Merida    |
| 21-27  | BMC | BMC Racing Team   |
| 31-37  | BOH | Bora-Hansgrohe    |
| 41-47  | CDT | Cannondale-Drapac |
| 51-57  | DDD | Dimension Data    |
| 61-67  | LTS | Lotto Soudal      |
| 71-77  | MOV | Movistar Team     |
| 81-86  | ORS | Orica-Scott       |

| Numery  | Kod | Drużyna                |
| ------- | --- | ---------------------- |
| 91-97   | QST | Quick-Step Floors      |
| 101-107 | KAT | Team Katusha-Alpecin   |
| 111-117 | TLJ | Team LottoNL-Jumbo     |
| 121-127 | SKY | Team Sky               |
| 131-137 | SUN | Team Sunweb            |
| 142-147 | TFS | Trek-Segafredo         |
| 151-157 | UAD | UAE Team Emirates      |
| 161-167 | CJR | Caja Rural-Seguros RGA |
| 171-177 | VFN | Nippo–Vini Fantini     |

## Etapy
| Etap | Data            | Start – Meta      | km    | Typ         | Zwycięzca etapu   | Lider            |
| ---- | --------------- | ----------------- | ----- | ----------- | ----------------- | ---------------- |
| 1    | 19 października | Beihai - Beihai   | 107,4 | Płaski      | Fernando Gaviria  | Fernando Gaviria |
| 2.   | 20 października | Qinzhou – Nanning | 156,7 | Płaski      | Fernando Gaviria  | Fernando Gaviria |
| 3.   | 21 października | Nanning – Nanning | 125,3 | Płaski      | Fernando Gaviria  | Fernando Gaviria |
| 4.   | 22 października | Nanning – Mashan  | 151   | Pagórkowaty | Tim Wellens       | Tim Wellens      |
| 5.   | 23 października | Liuzhou – Guilin  | 212,2 | Pagórkowaty | Dylan Groenewegen | Tim Wellens      |
| 6.   | 24 października | Guilin – Guilin   | 168   | Pagórkowaty | Fernando Gaviria  | Tim Wellens      |

### Etap 1 – 19.10: Beihai – Beihai, 107,4 km
| #   | Zawodnik          | Zespół | Czas       |
| --- | ----------------- | ------ | ---------- |
| 1.  | Fernando Gaviria  | QST    | 2h 20' 01" |
| 2.  | Dylan Groenewegen | TLJ    | + 0"       |
| 3.  | Pascal Ackermann  | BOH    | + 0"       |
|     |                   |        |            |
| 22. | Łukasz Wiśniowski | SKY    | + 0"       |

| #   | Zawodnik          | Zespół | Czas       |
| --- | ----------------- | ------ | ---------- |
| 1.  | Fernando Gaviria  | QST    | 2h 19' 51" |
| 2.  | Dylan Groenewegen | TLJ    | + 1"       |
| 3.  | Pascal Ackermann  | BOH    | + 4"       |
|     |                   |        |            |
| 26. | Łukasz Wiśniowski | SKY    | + 10"      |

### Etap 2 – 20.10: Qinzhou – Nanning, 156,7 km
| #   | Zawodnik          | Zespół | Czas       |
| --- | ----------------- | ------ | ---------- |
| 1.  | Fernando Gaviria  | QST    | 3h 43' 54" |
| 2.  | Max Walscheid     | SUN    | + 0"       |
| 3.  | Wouter Wippert    | CDT    | + 0"       |
|     |                   |        |            |
| 39. | Łukasz Wiśniowski | SKY    | + 0"       |

| #   | Zawodnik          | Zespół | Czas       |
| --- | ----------------- | ------ | ---------- |
| 1.  | Fernando Gaviria  | QST    | 6h 03' 35" |
| 2.  | Silvan Dillier    | BMC    | + 5"       |
| 3.  | Max Walscheid     | SUN    | + 14"      |
|     |                   |        |            |
| 33. | Łukasz Wiśniowski | SKY    | + 20"      |

### Etap 3 – 21.10: Nanning – Nanning, 125,3 km
| #   | Zawodnik            | Zespół | Czas       |
| --- | ------------------- | ------ | ---------- |
| 1.  | Fernando Gaviria    | QST    | 2h 41' 57" |
| 2.  | Max Walscheid       | SUN    | + 0"       |
| 3.  | Magnus Cort Nielsen | ORS    | + 0"       |
|     |                     |        |            |
| 76. | Łukasz Wiśniowski   | SKY    | + 0"       |

| #   | Zawodnik          | Zespół | Czas       |
| --- | ----------------- | ------ | ---------- |
| 1.  | Fernando Gaviria  | QST    | 8h 45' 22" |
| 2.  | Silvan Dillier    | BMC    | + 13"      |
| 3.  | Max Walscheid     | SUN    | + 18"      |
|     |                   |        |            |
| 44. | Łukasz Wiśniowski | SKY    | + 30"      |

### Etap 4 – 22.10: Nanning – Mashan, 151 km
| #   | Zawodnik          | Zespół | Czas       |
| --- | ----------------- | ------ | ---------- |
| 1.  | Tim Wellens       | LTS    | 3h 23' 18" |
| 2.  | Bauke Mollema     | TFS    | + 0"       |
| 3.  | Nicolas Roche     | BMC    | + 4"       |
|     |                   |        |            |
| 71. | Łukasz Wiśniowski | SKY    | + 5' 06"   |

| #   | Zawodnik          | Zespół | Czas        |
| --- | ----------------- | ------ | ----------- |
| 1.  | Tim Wellens       | LTS    | 12h 09' 00" |
| 2.  | Bauke Mollema     | TFS    | + 4"        |
| 3.  | Nicolas Roche     | BMC    | + 9"        |
|     |                   |        |             |
| 67. | Łukasz Wiśniowski | SKY    | + 5' 16"    |

### Etap 5 – 23.10: Liuzhou – Guilin, 212,2 km
| #   | Zawodnik            | Zespół | Czas       |
| --- | ------------------- | ------ | ---------- |
| 1.  | Dylan Groenewegen   | TLJ    | 5h 04' 21" |
| 2.  | Fernando Gaviria    | QST    | + 0"       |
| 3.  | Magnus Cort Nielsen | ORS    | + 0"       |
|     |                     |        |            |
| 44. | Łukasz Wiśniowski   | SKY    | + 0"       |

| #   | Zawodnik          | Zespół | Czas        |
| --- | ----------------- | ------ | ----------- |
| 1.  | Tim Wellens       | LTS    | 17h 13' 19" |
| 2.  | Bauke Mollema     | TFS    | + 6"        |
| 3.  | Nicolas Roche     | BMC    | + 11"       |
|     |                   |        |             |
| 57. | Łukasz Wiśniowski | SKY    | + 5' 18"    |

### Etap 6 – 24.10: Guilin – Guilin, 168 km
| #   | Zawodnik          | Zespół | Czas       |
| --- | ----------------- | ------ | ---------- |
| 1.  | Fernando Gaviria  | QST    | 3h 46' 30" |
| 2.  | Niccolò Bonifazio | TBM    | + 0"       |
| 3.  | Dylan Groenewegen | TLJ    | + 0"       |
|     |                   |        |            |
| 25. | Łukasz Wiśniowski | SKY    | + 0"       |

| #   | Zawodnik          | Zespół | Czas        |
| --- | ----------------- | ------ | ----------- |
| 1.  | Tim Wellens       | LTS    | 20h 59' 49" |
| 2.  | Bauke Mollema     | TFS    | + 6"        |
| 3.  | Nicolas Roche     | BMC    | + 11"       |
|     |                   |        |             |
| 55. | Łukasz Wiśniowski | SKY    | + 5' 18"    |

## Liderzy klasyfikacji po etapach
| Etap                 | Zwycięzca            | Klasyfikacja generalna | Klasyfikacja punktowa | Klasyfikacja górska | Klasyfikacja młodzieżowa | Klasyfikacja drużynowa · |
| -------------------- | -------------------- | ---------------------- | --------------------- | ------------------- | ------------------------ | ------------------------ |
| 1                    | Fernando Gaviria     | Fernando Gaviria       | Silvan Dillier        | Rémi Cavagna        | Fernando Gaviria         | UAE Team Emirates        |
| 2                    | Fernando Gaviria     | Fernando Gaviria       | Fernando Gaviria      | Silvan Dillier      | Fernando Gaviria         | UAE Team Emirates        |
| 3                    | Fernando Gaviria     | Fernando Gaviria       | Fernando Gaviria      | Silvan Dillier      | Fernando Gaviria         | UAE Team Emirates        |
| 4                    | Tim Wellens          | Tim Wellens            | Fernando Gaviria      | Nicolas Roche       | Julian Alaphilippe       | BMC Racing Team          |
| 5                    | Dylan Groenewegen    | Tim Wellens            | Fernando Gaviria      | Daniel Oss          | Julian Alaphilippe       | BMC Racing Team          |
| 6                    | Fernando Gaviria     | Tim Wellens            | Fernando Gaviria      | Daniel Oss          | Julian Alaphilippe       | BMC Racing Team          |
| Klasyfikacja końcowa | Klasyfikacja końcowa | Tim Wellens            | Fernando Gaviria      | Daniel Oss          | Julian Alaphilippe       | BMC Racing Team          |

## Klasyfikacje końcowe

### Klasyfikacja generalna
| M-ce | Zawodnik           | Zespół               | Czas        |
| ---- | ------------------ | -------------------- | ----------- |
| 1.   | Tim Wellens        | Team Katusha-Alpecin | 20h 59' 49" |
| 2.   | Bauke Mollema      | Trek-Segafredo       | + 6"        |
| 3.   | Nicolas Roche      | BMC Racing Team      | + 11"       |
| 4.   | Julian Alaphilippe | Quick-Step Floors    | + 15"       |
| 5.   | Ben Hermans        | BMC Racing Team      | + 18"       |
| 6.   | Matej Mohorič      | UAE Team Emirates    | + 24"       |
| 7.   | Wout Poels         | Team Sky             | + 24"       |
| 8.   | Silvan Dillier     | BMC Racing Team      | + 29"       |
| 9.   | Rein Taaramäe      | Team Katusha-Alpecin | + 29"       |
| 10.  | Mekseb Debesay     | Dimension Data       | + 31"       |
|      |                    |                      |             |
| 55.  | Łukasz Wiśniowski  | Team Sky             | + 5' 18"    |

| M-ce | Zawodnik            | Zespół             | Punkty |
| ---- | ------------------- | ------------------ | ------ |
| 1.   | Fernando Gaviria    | Quick-Step Floors  | 70     |
| 2.   | Silvan Dillier      | BMC Racing Team    | 34     |
| 3.   | Dylan Groenewegen   | Team LottoNL-Jumbo | 33     |
| 4.   | Max Walscheid       | Team Sunweb        | 32     |
| 5.   | Magnus Cort Nielsen | Orica-Scott        | 27     |

| M-ce | Zawodnik       | Zespół          | Punkty |
| ---- | -------------- | --------------- | ------ |
| 1.   | Daniel Oss     | BMC Racing Team | 66     |
| 2.   | Nicolas Roche  | BMC Racing Team | 40     |
| 3.   | Tim Wellens    | Lotto Soudal    | 25     |
| 4.   | Silvan Dillier | BMC Racing Team | 22     |
| 5.   | Bauke Mollema  | Trek-Segafredo  | 16     |

| M-ce | Zawodnik            | Zespół            | Czas        |
| ---- | ------------------- | ----------------- | ----------- |
| 1.   | Julian Alaphilippe  | Quick-Step Floors | 21h 00' 04" |
| 2.   | Matej Mohorič       | UAE Team Emirates | + 9"        |
| 3.   | Rémi Cavagna        | Quick-Step Floors | + 16"       |
| 4.   | Magnus Cort Nielsen | Orica-Scott       | + 21"       |
| 5.   | Hugh Carthy         | Cannondale-Drapac | + 26"       |

| M-ce | Zespół          | Czas        |
| ---- | --------------- | ----------- |
| 1.   | BMC Racing Team | 63h 00' 47" |
| 2.   | Lotto Soudal    | + 1' 26"    |
| 3.   | Trek-Segafredo  | + 1' 26"    |
| 4.   | Orica-Scott     | + 1' 39"    |
| 5.   | Dimension Data  | + 1' 48"    |

|  |  |